# Золотарёв, Василий Селиверстович
Васи́лий Селиве́рстович Золотарёв (22 марта/4 апреля 1908, с. Куренёвка, Чечельницкий район, Винницкая область — 7 марта 1980, Москва) — советский учёный-физик, доктор технических наук. Лауреат Сталинской премии (1953).

## Биография
Был старшим ребёнком в многодетной (5 детей) семье. Отец, Селиверст Фёдорович Золотарёв, врач и служитель культа, умер, когда Василию было 8 лет. Жили в Чудовском районе Новгородской области. Мать, Дарья Леонтьевна, работала на Волховской фарфорово-фаянсовой фабрике «Коминтерн», где расписывала посуду.
Трудовую деятельность начал с 11 лет — после окончания фабрично-заводской пятилетки мать устроила его на фабрику. Служил посыльным, конторщиком, затем делопроизводителем.
Осенью 1927-го поступил на рабфак. С 1930 по 1936 год — учёба на физическом факультете Ленинградского университета, параллельно — работа в Институте физического приборостроения.
В 1939—1941 годах — служба в Красной Армии, участие в советско-финляндской войне.
В июле 1941 года вместе с другими сотрудниками Института физического приборостроения вступил в Ленинградскую Армию народного ополчения. В период Великой Отечественной воевал на Ленинградском фронте, занимаясь противовоздушной обороной войск. Прошёл путь от младшего лейтенанта до подполковника (старший помощник начальника отдела ПВО УКА Ленинградского фронта).
В 1946 году специальным постановлением Первого главного управления Совнаркома, отвечавшего за обеспечение советского атомного проекта, направлен в Лабораторию № 2 Академии наук СССР (с 1949 года — Лаборатория измерительных приборов АН СССР, далее — ИАЭ им. Курчатова), в отдел Льва Арцимовича, занимавшегося электромагнитным разделением изотопов, в том числе урана, необходимого для создания атомной бомбы.
С 1950 года — научный представитель ЛИПАН СССР на заводе № 814 в городе Свердловск-45 (завод № 418, ныне — комбинат «Электрохимприбор» в городе Лесной Свердловской области), где руководил группой по наладке технологического процесса разделения изотопов. Здесь в декабре 1950 года методом электромагнитной сепарации изотопов была получена первая партия высокообогащённого урана-235, а в 1953 году — лития-6, необходимого для создания термоядерного оружия.
Лауреат Сталинской премии II степени за 1953 год.
С 1953 года — руководитель сектора электромагнитного разделения стабильных изотопов ИАЭ им. Курчатова, где создал и возглавлял Фонд стабильных изотопов (с 1960 года — Государственный фонд стабильных изотопов).
В 1963 году присвоена степень доктора технических наук. Являлся депутатом Краснопресненского райсовета Москвы.
Умер 7 марта 1980 года. Похоронен на Митинском кладбище.

### Семья
- Жена — Надежда Семёновна Исаева, научный сотрудник НИИ-9 (ныне Всероссийский научно-исследовательский институт неорганических материалов имени академика А. А. Бочвара)
- Сын — Всеволод Васильевич Золотарёв, кандидат технических наук, доцент МИФИ[2]
- Внук — Олег Всеволодович Золотарёв, председатель правления ТСЖ «Курчатовское»

## Награды
- орден Красной Звезды
- медаль «За оборону Ленинграда»
- ордена Отечественной войны 1 и 2 степени
- орден Трудового Красного Знамени
- медаль «За трудовую доблесть»
- Сталинская премия II степени — за разработку и внедрение в промышленность электромагнитного метода разделения изотопов и получение лития-6[3][4][5].

## Публикации
- Золотарёв В. С., Ильин А. И., Комар Е. Г. Разделение изотопов на электромагнитных установках в Советском Союзе / Труды 2-й междунар. конф. по мирному использованию атомной энергии, Женева, 1958. Доклады советских учёных Т. 6 (М.: Атомиздат, 1959). — С. 87
- Ионный источник с поверхностной ионизацией для разделения изотопов щелочных элементов / В. B. Райко, М. С. Иоффе, В. С. Золотарёв // ПТЭ. — 1961. — № 1. — С. 29-32.
- Статья в БСЭ: «Изотопов разделение»[6].